# الرابطة الرياضية الاسترالية المستقلة
تعد الرابطة الرياضية المستقلة (ISA) من ضمن مجموعة من المدارس المستقلة وتقع في نيو ساوث ويلز، أستراليا، على مسافة 250 كيلومتر (160 ميل) من منطقة الأعمال المركزية في سيدني، والتي ترتبط في المسابقات الرياضية.
و يتنافس أعضاء منظمة التأتأة العالمية غالباً مع أعضاء المدارس العامة والكبرى والمدارس المشتركة المرتبطة (CAS) في التثبيتات التجريبية والممثلة.
فمن بين 130 من علماء رودس في نيو ساوث ويلز من 1904 إلى 2006، التحق اثنان فقط بالمدرسة وهما الآن عضوان في منظمة التأتأة العالمية.

## أعضاء المدارس الحاليين
| مدرسة                      | موقعك           | التسجيل | تأسست | فئة                   | بنين / بنات | يوم / الصعود  | ألوان المدرسة          |
| -------------------------- | --------------- | ------- | ----- | --------------------- | ----------- | ------------- | ---------------------- |
| مدرسة قواعد الجبال الزرقاء | شلالات وينتوورث | 600     | 1918  | الأنجليكانية          | بنين وبنات  | يوم           | الذهب والأزرق          |
| مدرسة قواعد الساحل المركزي | ايرينا          | 1200    | 1985  | غير طائفي             | بنين وبنات  | يوم           | الأخضر والذهبي والأزرق |
| كلية شوفالييه              | بورال           | 1200    | 1946  | الروم الكاثوليك       | بنين وبنات  | يوم           | بلو اند مارون          |
| كلية أوخيل                 | كاسل هيل        | 1,680   | 1937  | الروم الكاثوليك       | بنين وبنات  | يوم           | المارون والذهب         |
| كلية أوكسلي                | بورال           | 500     | 1983  | غير طائفي             | بنين وبنات  | يوم           | أزرق وذهبي             |
| SCECGS ريدلاندز            | كريمورن         | 1600    | 1884  | الأنجليكانية          | بنين وبنات  | يوم           | الأزرق والأحمر والذهبي |
| مدرسة كاتدرائية سانت أندرو | سيدني           | 1,100   | 1885  | الأنجليكانية          | بنين وبنات  | يوم           | أزرق أبيض              |
| كلية سانت أوغسطين          | Brookvale       | 1200    | 1956  | الروم الكاثوليك       | بنين        | يوم           | أخضر، أصفر، أحمر       |
| كلية سانت باتريك           | ستراثفيلد       | 1,430   | 1928  | الروم الكاثوليك       | بنين        | يوم           | الأزرق والأسود والذهبي |
| مدرسة سانت بول قواعد       | كرانبروك        | 1,350   | 1983  | مستقل                 | بنين وبنات  | يوم           | أزرق أخضر              |
| كلية سانت بيوس العاشر      | شاتسوود         | 1,300   | 1937  | الروم الكاثوليك       | بنين        | يوم           | أزرق وذهبي             |
| كلية سانت سبيريدون         | ماربرا          | 700     | 1983  | الأرثوذكسية اليونانية | بنين وبنات  | يوم           | أزرق أبيض              |
| كلية سانت ستانيسلاوس       | باتهورست        | 790     | 1867  | الروم الكاثوليك       | بنين        | اليوم والصعود | أزرق أبيض              |

## المدارس المنتسبة الحالية
| مدرسة                            | موقعك        | التسجيل | تأسست | فئة             | بنين / بنات | يوم / الصعود  | ألوان المدرسة           |
| -------------------------------- | ------------ | ------- | ----- | --------------- | ----------- | ------------- | ----------------------- |
| كلية سانت جريجوري                | جريجوري هيلز | 1,100   | 1926  | الروم الكاثوليك | بنين        | اليوم والصعود | المارون والسماء الزرقاء |
| كلية باركر                       | هورنسبي      | 2,200   | 1890  | الأنجليكانية    | بنين وبنات  | اليوم والصعود | أحمر أزرق               |
| مدرسة كينروس وولاروي             | البرتقالي    | 980     | 1886  | توحيد الكنيسة   | بنين وبنات  | اليوم والصعود | أزرق أبيض               |
| كلية ردفيلد                      | دورال        | 490     | 1986  | الروم الكاثوليك | بنين        | يوم           | الأحمر والأزرق والأبيض  |
| كلية الاسكتلنديين لجميع القديسين | باتهورست     | ~ 500   | 2019  | المشيخية        | بنين وبنات  | اليوم والصعود |                         |

## الرياضات
- اتحاد الرجبي
- كرة القدم
- الكريكيت
- تنس
- كرة السلة
- الهوكي
- كرة الشبكة
- السباحة
- ألعاب القوى
- كرة القاعدة

وتنقسم المنافسة في بعض الرياضات إلى قسم أول وقسم ثان مع وجود المدارس الأقوى في القسم الأول.
- قائمة بمدارس غير حكومية في نيو ساوث ويلز

## روابط خارجية
- Independent Schools Association official website